# Venus In-Situ Explorer
Venus In-Situ Explorer (zkráceně VISE) je navrhovaná sonda NASA v rámci programu New Frontiers k planetě Venuši. Sonda by měla přistát na povrchu planety, odebrat vzorek a určit jeho chemické a mineralogické složení. Start se měl uskutečnit během roku 2013, avšak projekt nebyl přijat a v současnosti je ve výběru pro misi New Frontiers 4 s plánovaným vzletem v roce 2022.
Sonda je navrhována ve dvou konceptech.
- První koncept zvažuje odběr vzorků, vynesení sondy pomocí balónu do výšky, ve které jsou přijatelnější teploty a tlak, zde dojde k analýze.
- Druhý koncept zvažuje analýzu vzorku přímo na povrchu. V tomto případě by sice nebyl potřebný balón, ale sonda by musela na povrchu vydržet déle. Musela by být vyrobena z odolnějších materiálů, které jsou těžší.